# Amsonia orientalis
Amsonia orientalis är en oleanderväxtart som beskrevs av Joseph Decaisne. Amsonia orientalis ingår i släktet Amsonia och familjen oleanderväxter. Inga underarter finns listade i Catalogue of Life.